# Zwölfihorn
Das Zwölfihorn ist ein Berg im Schweizer Kanton Graubünden mit einer Höhe von 2280 m ü. M.
Der Gipfel liegt rund fünf Kilometer südwestlich von Thusis, zwischen dem Piz Beverin im Westen und der Viamala im Osten. Die Grenze zwischen den Gemeinden Flerden (im Norden) und Lohn (im Süden) verläuft über den Gipfel des Zwölfihorns.
Der Berg ist von der Südseite aus ein Skitourengebiet.

## Einzelnachrichten
1. ↑  «Die Thusner Sonnenuhr, das Zwölfihorn und das Einshorn, markiert den nördlichen Rand dieses Skiparadieses.» Th. Montiget: Neue Skifahrten im Bündner Hochland. In: Die Alpen, Band 6 (1930), S. 122.